# Abbazia di Varnhem
Il monastero di Varnhem (Varnhem kloster) era un monastero cistercense situato a Varnhem nel comune di Skara. Alvastra fu fondato nel 1150 dai monaci provenienti dall'Abbazia di Alvastra.